# Urine-incontinentie
Urine-incontinentie, ook wel onvrijwillig urineverlies genoemd, is een urologische aandoening waarbij de beheersing over de blaas verloren is. Hierdoor kan men de urine niet meer ophouden. De aandoening kan optreden doordat de kringspier niet goed functioneert, of doordat er geen gevoel bestaat dat de drang waarneemt tot urineren. Urine-incontinentie is een relatief veelvoorkomende aandoening, die zowel bij mannen als vrouwen voorkomt.
Urine-incontinentie komt in West-Europa regelmatig voor. Een marktonderzoeksbureau rekende voor dat aan het begin van de 21ste eeuw in Nederland naar schatting zo'n 1 miljoen mensen klachten hebben die te maken hebben met een "overactieve blaas". Wanneer de blaas niet meer goed functioneert, kan dat meerdere oorzaken hebben. De oorzaak kan de blaas zelf zijn, de bekkenbodem, of de zenuwen die niet goed doorgeven wanneer de blaas vol of leeg is. Bij mannen kunnen ook prostaatklachten een rol spelen.

## Soorten urine incontinentie
Er zijn verschillende soorten urine incontinentie te onderscheiden, namelijk:
- Stressincontinentie (inspanningsincontinentie): Bij deze vorm van incontinentie is er sprake van onvrijwillig verlies van urine op momenten dat de druk in de buik plotseling verhoogd is, zoals bijvoorbeeld tijdens niezen, hoesten en sporten. De oorzaak is dus niet psychische stress, maar een plotselinge buikdruk verhoging.
- Aandrangincontinentie[2] (urgency-incontinentie,[3] urge-incontinentie[4]): Bij aandrangincontinentie is er sprake van onvrijwillig verlies van urine vóór of tijdens een plotselinge, heftige aandrang om te plassen.
- Gemengde urine-incontinentie. Dit is een combinatie van de bovenstaande vormen. Er is onvrijwillig urineverlies bij zowel niezen, hoesten en/of sporten als bij aandrang.
- Overloopincontinentie: de blaas is voortdurend (over)vol, zodat er regelmatig druppelsgewijs urineverlies optreedt (druppelincontinentie) of scheutsgewijs urineverlies optreedt. Mogelijke oorzaken zijn zwakke blaasspier, een niet goed doorgankelijke plasbuis, bijvoorbeeld door een vergrote prostaat of vernauwing van de plasbuis.
- Neurogene incontinentie: dit ontstaat door beschadiging van de lichaamszenuwen of het centraal zenuwstelsel, waardoor een te slappe blaas kan ontstaan (bijvoorbeeld bij diabetes-mellitusneuropathie) of een juist te krachtige blaas (bijvoorbeeld na een dwarslaesie van het ruggenmerg).

Twee overige typen zijn:
- Bedplassen: Een op de tien kinderen tot negen jaar plast in zijn bed. Vele oorzaken kunnen hieraan ten grondslag liggen zoals vast slapen, gezinsproblemen, lichamelijke problemen en psychosomatische oorzaken.
- Vesico-vaginale fistel: Een in Nederland zeldzame oorzaak van urine-incontinentie bij vrouwen is het aanwezig zijn van een vesico-vaginale fistel, een complicatie na de bevalling die met name voorkomt in gebieden waar geen goede kraamzorg beschikbaar is.

## Prevalentie
Urine-incontinentie komt – afhankelijk van de gehanteerde definitie – voor bij een kwart tot ruim de helft van alle volwassen vrouwen.
Bij volwassen mannen komt urine-incontinentie voor bij 3 tot 5%. De prevalentie neemt toe met het stijgen van de leeftijd.

## Achtergrondinformatie

### Normale vulling en lediging van de blaas
Bij een volume van 150-200 ml in de blaas, wordt aandrang gevoeld. Tijdens de vulling van de blaas wordt de blaas afgesloten door een kringspier (urethrasfincter) die zich om de plasbuis (urethra) bevindt. Tijdens het vullen van de blaas is deze kringspier aangespannen. Over deze spier is geen bewuste controle mogelijk. De blaas zelf (musculus detrusor urinae), die ook bestaat uit spierweefsel, is tijdens de vulling ontspannen.
Naast de urethrasfincter spelen de bekkenbodemspieren een rol bij het ophouden van urine (musculus levator ani). De bekkenbodemspieren zijn, in tegenstelling tot de blaas en de urethrasfincter, wél bewust aan te spannen. De bekkenbodemspieren zorgen voor extra afsluiting van de blaas tijdens aandrang en bij een verhoging van de buikdruk, zoals bij niezen, hoesten en sporten. Tijdens het plassen ontspannen de kringspier en de bekkenbodem, en spant de blaasspier aan om de blaas te legen.

### Oorzaken en risicofactoren urine incontinentie
Bij stress urine incontinentie schiet het mechanisme dat de plasbuis afsluit tijdens drukverhoging in de buik tekort. Dit is meestal het gevolg van niet goed functionerende bekkenbodemspieren. De bekkenbodemspieren kunnen te weinig kracht hebben (een onderactieve bekkenbodem), juist té gespannen zijn (een overactieve bekkenbodem) of een verkeerde timing hebben (een coördinatieprobleem).
De belangrijkste risicofactoren voor het krijgen van stressincontinentie zijn een vaginale bevalling en zwangerschap. Ook erfelijke zwakte van steunweefsel of een verzakking kan een oorzaak zijn. Bij de man is deze vorm van urine incontinentie vrijwel uitsluitend het gevolg van een beschadiging van de kringspier door een ongeluk of operatie.
Bij aandrangincontinentie spant de blaas op onwillekeurige momenten samen. De oorzaak is vaak onbekend. Soms speelt een neurologische aandoening een rol, of irritatie van de blaas na een blaasontsteking of operatie, na radiotherapie of door een hoge cafeïne-inname. Aandrangincontinentie kan onderdeel zijn van een overactieve blaas.
Bij overloopincontinentie wordt vaak veroorzaakt door een zenuwbeschadiging, waardoor de blaas niet goed kan samenknijpen om zich te legen. Een andere oorzaak kan zijn dat de plasbuis wordt afgekneld, bijvoorbeeld door een prostaatvergroting.

## Onderzoek en behandeling

### Onderzoek door een bekkenfysiotherapeut
Om het type en de ernst van de incontinentie te bepalen, wordt een vraaggesprek (anamnese) afgenomen. Het is belangrijk om alle factoren die van invloed kunnen zijn op de klachten in kaart te brengen. Te denken valt aan het gebruik van medicijnen, leefstijl, en andere problemen in het bekkengebied, zoals bijvoorbeeld een verzakking.
Daarnaast zijn vragenlijsten van belang om het type en de ernst van de urine incontinentie te bepalen. Een vragenlijst die veel gebruikt wordt door urologen, huisartsen en bekkenfysiotherapeuten, is het mictiedagboek. In dit dagboek kan worden bijgehouden hoe vaak iemand plast, wat de mate van aandrang was, hoe vaak en hoeveel urine incontinentie is opgetreden en hoeveel iemand gedronken heeft. Dit geeft informatie over de capaciteit van de blaas, het toiletgedrag en de plasfrequentie, wat van invloed kan zijn op de klachten.
Naast de anamnese en de vragenlijsten, kan een lichamelijk onderzoek worden afgenomen. Bij dit onderzoek wordt vaak inwendig vaginaal of rectaal gevoeld naar de functie van de bekkenbodemspieren, aangezien deze spieren als enige blaas-afsluitende spieren bewust aangespannen kunnen worden. Bij dit onderzoek wordt gelet op de aanspanning en ontspanning van de bekkenbodemspieren, en de reactie van de bekkenbodemspieren op hoesten en persen. De bekkenbodem kan worden beoordeeld als: onderactief (te weinig kracht), overactief (te gespannen), verstoorde coördinatie of als een niet functionerende bekkenbodem. Naast de bekkenbodemspierfunctie wordt tijdens een inwendig onderzoek ook gekeken naar een mogelijk aanwezige verzakking.
Als het type en de ernst van de incontinentie is vastgesteld, en de mogelijke oorzaak ervan is vastgesteld, kan een behandeling gestart worden.

### Behandeling
Er bestaan verschillende behandelingen om urine incontinentie te verhelpen en/of te verminderen, zoals bekkenfysiotherapie, medicijnen of een operatie.

#### Zelfhulp
Mannen of vrouwen met urine-incontinentie kunnen met behulp van een internetvragenlijst een diagnose met persoonlijke leefstijl- en behandeladviezen verkrijgen en incontinentiezelfzorg uitvoeren. Dit kan met of zonder ondersteuning van een continentieverpleegkundige en/of bekkenfysiotherapeut. Bij onvoldoende effect kunnen andere behandelingen worden ingezet.

#### Bekkenfysiotherapie
Bekkenfysiotherapie is een erkende specialisatie binnen de fysiotherapie dat zich richt op de behandeling van klachten rondom het bekken.
Tijdens de bekkenfysiotherapeutische behandeling zal er uitleg gegeven worden waar de bekkenbodem en de lagere urinewegen zich bevinden. Daarnaast zal uitleg gegeven worden over een goede toilethouding en toiletgedrag. Dit om de blaas zo goed mogelijk leeg te kunnen plassen.
De bekkenfysiotherapeut onderzoekt de functie van de bekkenbodem. Wanneer de bekkenbodemspieren niet goed functioneren (dat wil zeggen wanneer deze onderactief of overactief zijn, of een verstoorde coördinatie hebben), zal de behandeling erop gericht zijn de spierfunctie te verbeteren. Doordat bekkenbodemspieren vaak niet goed gevoeld worden, is inwendig behandelen een goede methode om dit te leren. Het inwendig behandelen kan door middel van rekken (stretching) of tikken (tapping) op de bekkenbodem door de bekkenfysiotherapeut, maar ook door middel van myofeedback of elektrostimulatie.
Er wordt er een oefenprogramma gemaakt wat thuis uitgevoerd dient te worden. De oefentherapie is erop gericht om de functies van de bekkenbodemspieren (ontspanning, kracht, uithoudingsvermogen, timing en coördinatie) te verbeteren en buikdruk leren opvangen en dit toe te passen in het dagelijkse leven. Dit laatste is vooral van belang bij stress urine incontinentie. Voor het slagen van de therapie is het belangrijk dat er zowel bij de bekkenfsyiotherapeut als zelfstandig thuis geoefend wordt.
Bij aandrangincontinentie kan middels bekkenfysiotherapie blaastraining worden gegeven. Blaastraining is erop gericht de blaasfunctie te verbeteren, door middel van het veranderen van gedrag rondom het plassen.
De voordelen van bekkenfysiotherapie zijn dat de therapie niet invasief is, relatief goedkoop is, en geen bijwerkingen heeft. Voor bekkenfysiotherapie is geen verwijzing nodig.

#### Medicatie
Bij aandrangincontinentie kan een arts medicatie voorschrijven. Bij andere bekkenbodemklachten hebben medicijnen vaak minder effect. Er zijn een aantal medicijnen, waaronder Solifenacine die urine incontinentie kunnen verminderen. Deze medicijnen zorgen ervoor dat de plasfrequentie afneemt, dat het volume dat per keer geplast wordt groter wordt en dat het aantal momenten van urine-incontinentie afneemt. Wel kunnen deze medicijnen bijwerkingen geven, zoals een bijvoorbeeld een droge mond.

#### Operatieve ingreep
Soms wordt gekozen voor een operatieve ingreep als behandeling van urine-incontinentie, vooral bij stressincontinentie. Bijvoorbeeld wanneer bekkenfysiotherapie of medicatie onvoldoende effect heeft.
Als de urine-incontinentie niet het gevolg is van een vaginale verzakking, is een Tension-free Vaginal Tape (TVT)-operatie vaak de beste oplossing. Dit is een relatief kleine ingreep, waarbij de urinebuis een kunststof draagbandje krijgt, die via de vagina (schede) wordt aangebracht. Het bandje ondersteunt de plasbuis, zodat bij hoesten, niezen, lachen of sporten de plasbuis wordt dichtgedrukt door het bandje. Urine incontinentie kan dan niet meer optreden.
Bij aandrangincontinentie en overloopincontinentie zonder obstructie van de blaas kan sacrale neuromodulatie een behandeloptie zijn als er geen baat wordt gevonden bij de standaardbehandelingen zoals medicijnen en blaastrainingen.
SNM is een minimaal invasieve ingreep waarbij elektroden worden geplaatst in de lage rug en worden verbonden met een pulsgenerator. Het zenuwstelsel wordt zodanig gemoduleerd dat de functie en coördinatie worden beïnvloed en de urge-incontinentie en overloopincontinentie afnemen of verdwijnen. De ingreep biedt echter geen garantie op succes, bij een op de vier patiënten wordt geen succesvol resultaat geboekt.

#### Overige behandelingen
Bij urineverlies bij vrouwen tijdens sporten of dansen, wordt ook aangeraden een grote tampon in te brengen. De tampon ondersteunt de blaas vanuit de vagina, waardoor de kans op urineverlies verkleint. Sommige mensen hebben echter incontinentiemateriaal nodig om de urine op te vangen.
Wanneer de urine-incontinentie bij een vrouw wordt veroorzaakt door een vaginale verzakking, kan een pessarium uitkomst bieden. Dit is een vaginale ring, die de verzakkingsklachten vermindert, en daarmee ook de urine-incontinentie. Een regelmatig voorkomende bijwerking van het pessarium is een onprettig gevoel of pijn.
Om mensen tegemoet te komen die aan incontinentie lijden, adviseerde de Gezondheidsraad in 2001 aan de regering om meer openbare toiletten in Nederland te plaatsen.

## Urineverlies bij vrouwen na de bevalling
Het trainen van de bekkenbodemspieren na de bevalling voorkomt bij vrouwen incontinentieklachten. Bij postnatale gymnastiekcursussen wordt uitgebreid aandacht besteed aan het trainen van de bekkenbodemspieren. Ook langere tijd na de bevalling kan het trainen van de bekkenbodemspieren onder begeleiding van een bekkenfysiotherapeut de klachten doen verminderen of laten verdwijnen.